# Boros János (újságíró)
Boros János (Budapest, 1923. február 3. – 2019. december 26.) magyar újságíró.

## Életútja
Édesapja Budapest, majd Rákosváros irányításában töltött be vezető tisztségeket. 1941-ben érettségizett a budapesti Református Gimnáziumban. Ekkortól volt a Nemzeti Sport tudósítója, mellette apja kívánságának megfelelően a Pázmány Péter Tudományegyetem jog-és államtudományi karán tanult. Négy hónapnyi hadifogság után, 1946-ban szerzett doktorátust.
1945 és 1948 között a Kossuth Népe, a Világosság, a Népszava sporttudósítójaként illetve a Képes Sportlap munkatársaként tevékenykedett. Ennek megszűntekor, 1949-ben hívta a Magyar Rádióba Szepesi György. Eleinte sporthíreket olvasott be, de később csak szerkesztői munkát végzett. 1962-ben áthelyezték a belpolitikai rovathoz. 1963-tól az Esti Krónika szerkesztője volt. 1970-től társadalmi, kulturális, dokumentumműsorokat szerkesztett. Rádiós munkája mellett 1963-ig írt a Rádió- és Televízió Újságba is. 1980 októberétől, Lévai Béla nyugdíjazástól a lap főszerkesztője lett egészen 1987-ig.
1947-től volt a MÚOSZ tagja. Munkásságát 2001-ben Aranytoll díjjal ismerték el.

## Rádió műsorai
- Esti Krónika (1964–1969)
- Szivárvány (1970–1980)
- Feketén-fehéren (1976–1981, történelmi dokumentumsorozat)
- A győzelem állomásai, Közben volt egy háború (1970–1983)

## Művei
- Boros János–Éry József: A Krónika-család. Napilapok a Rádióban; s.n., Bp., 1973 (Műsormonográfiák)
- Boros János–Rapcsányi László: Vendégségben őseinknél; Gondolat, Bp., 1975
- A Kaukázus, a népek hegye (Budapest, 1980, Gondolat Kiadó)
- Magántörténet; s.n., s.l., 2013

## Díjai
- Aranytoll (2001)